# Pasirayu
Pasirayu is een bestuurslaag in het regentschap Majalengka van de provincie West-Java, Indonesië. Pasirayu telt 1116 inwoners (volkstelling 2010).